# 縦断研究
縦断(的)研究（じゅうだん（てき）けんきゅう、longitudinal study, longitudinal survey, panel study とも呼ばれる）とは、医学研究、社会科学、生物学におけるの研究形式の一種で、同一の変数（人など）を短期間または長期間に亘って繰り返し観察する（つまり、縦断的データを用いる）研究デザインである。観察研究の一種であることが多いが、縦断的無作為化試験として構成されることもある。
縦断研究は、社会心理学や臨床心理学では、行動や思考、感情の瞬間的、日的な変動を研究するために、発達心理学では、生涯に亘る発達の傾向を研究するために、社会学では、生涯または世代を通じたライフイベントを研究するために、消費者調査や政治的世論調査では、消費者の動向を研究するためによく用いられる。その理由は、同じ特徴を持つ異なる個人を比較する横断研究とは異なり、縦断研究では同じ人を追跡するため、その人に見られる違いが世代間の文化的な違いによるものである可能性が低いからである。このように、縦断研究は変化の観察をより正確に行うことができ、他のさまざまな分野で応用されている。医学では、特定の病気の予測因子を明らかにするために使われている。広告では、広告キャンペーンを見た対象者の態度や行動に、広告がどのような変化をもたらしたかを明らかにするために使用される。縦断研究により、社会科学者は、貧困のような短期的現象と長期的現象を区別することができる。例えばある時点で貧困率が10％だった場合、これは人口の10％が常に貧困状態にあることを意味しているのか、それとも人口全体が10％の期間、貧困状態にあることを意味しているのか、の区別である。
縦断研究が、世界の状態を操作せずに観察するという意味で観察的である場合、実験に比べて因果関係を検出する力が弱いのではないかと議論されてきた。しかし、個人レベルでの繰り返し観察であるため、時間経過で変化しない未知変数の個人差を除外することができ、また事象の時間的順序を観察することができるという点で、横断研究よりもパワーがあるとされている。縦断研究のデメリットとしては、時間と費用がかかることが挙げられる。そのため、手軽な研究方法ではない。
コホート研究は、縦断研究の一種であり、コホート（定義的な特徴を共有する人々のグループであり、典型的には、ある特定の期間に出産や卒業などの共通の出来事を経験した人々）をサンプリングし、時間的に間隔を置いて横断的観察を行う。しかし、すべての縦断研究がコホート研究という訳ではなく、縦断研究には、共通の出来事を経験していない人々のグループが含まれることもある。
縦断研究では、多数の参加者を必要としない。質的縦断研究では、参加者が一握りの場合もあり、縦断的パイロット研究や実現可能性研究では、参加者が100人以下の場合が多い。

## 縦断研究の形式

### 前向き研究と後ろ向き研究
縦断研究には、前向き研究（プロスペクティブ；新しいデータを収集する）なものと、後ろ向き研究（レトロスペクティブ；過去に遡り、医療記録や保険請求データベースなどの既存のデータを利用する）なものがある。

### 集団傾向研究と症例追跡研究
縦断研究は、傾向研究（再現性のある調査）とパネル研究に分けられる。コホート研究は縦断研究にも分類されるが、通常は前向きコホート研究を意味する。
傾向研究では、同じ調査を複数の時点で、そのつど、異なるサンプルを用いて実施する、いわば繰り返し横断研究であり、集計レベル（母集団を代表すると思われるサンプル全体のレベル）での変化を追跡することができる。しかし、傾向データから個人レベルの変化を導き出すことはできない。にもかかわらず、このようなことが行われている場合、「生態学的誤謬」と呼ばれる。
パネル研究は、傾向研究とは対照的に、同じサンプルを用いて複数の時点で実施される。この場合、個人内の変化も記録することがある（いわゆる内部変動）。傾向研究と同様に、集計された値は、個人間の変化、すなわちサンプル全体に影響を与える変化（いわゆる純変化）についても結論を導くことができる。

## 縦断研究の利点
各段階で新しいサンプルを使用する傾向研究と比較して、経済学におけるパネル研究の利点は、同じ対象物や人の経時的な発展を観察することができ、価値観の方向性、態度、動機などの変化を含む対象者の生活の変化を正確に記述できることである。ライフイベントは、精度は低いものの、レトロスペクティブな研究でも指摘することができるが、価値・動機付けの領域の変化や、それが個人や対象物のライフコースに与える影響を調べることはできない。
横断研究と比べて、縦断研究には、一連の変化に含まれる因果関係を、変化の前後で収集したデータから直接探ることができるという利点がある（例：学校のカリキュラム変更の効果の分析）。

## 縦断研究の欠点
縦断的研究の主な欠点は、次のようなものである。
1. コストが高い（特に繰り返し研究の場合）。
2. 調査の各段階におけるデータ収集に常に対処する必要があることによる、介入を実施するうえでの技術的な複雑さ（前回の観察後の対象者の生活における出来事に関する情報、転居の追跡のための絶え間ない検索と識別、調査の全段階でのデータの処理と評価）。
3. 被験者の脱落率。被験者の脱落率とは、初期段階で研究に参加した人が、研究の終わりまでに利用できなくなることを意味する（離脱、死亡、更なる参加を拒否するなど）。この場合、対象となる事象の前後で行われた観察結果を比較するための根拠が減少または失われる。脱落率は、縦断的研究における無効性の主な原因の一つである。
4. 調査対象となる事象の影響が遅れる可能性がある。調査中の出来事の結果が目に見える形で現れるまでには、何年も掛かる可能性がある。
5. 何らかの不測の事態や、他の同時多発的な変化（例えば、学校のカリキュラムや教育サービスへの資金提供の変化など）の影響で、研究対象の本質が消える可能性がある。
6. ホーソン効果が出現する可能性がある。

## 参考資料
1. ↑  Shadish, William R.; Cook, Thomas D.; Campbell, Donald T. (2002). Experimental and Quasi-Experimental Designs for Generalized Causal Inference (2nd ed.). Boston, Massachusetts: Houghton Mifflin. p. 267. ISBN 0-395-61556-9
2. ↑  Carlson, Neil R.; Miller, Harold L., Jr.; Heth, Donald S.; Donahoe, John W.; Martin, G. Neil (2009). Psychology: the Science of Behavior (7th ed.). Boston, Massachusetts: Allyn & Bacon. pp. 361. ISBN 978-0-205-54786-9
3. ↑  Cherry, Kendra. “What Is Longitudinal Research?”. About.com. 2012年2月22日閲覧。
4. ↑  “What is the difference between a Panel Study and a Cohort Study?”. Academia Stack Exchange. 2016年2月3日閲覧。
5. ↑  Wood, Jennifer P.; Connelly, Denise M.; Maly, Monica R. (November 2010). “'Getting back to real living': A qualitative study of the process of community reintegration after stroke”. Clinical Rehabilitation (Thousand Oaks, California: SAGE Publications) 24 (11):  1045–56. doi:10.1177/0269215510375901. PMID 20713436.
6. ↑  Freeman, Joshua R.; Whitcomb, Brian W.; Roy, Amrita; Bertone‐Johnson, Elizabeth R.; Reich, Nicholas G.; Healy, Andrew J. (August 2018). “A pilot longitudinal study of anti-Müllerian hormone levels throughout gestation in low risk pregnancy”. Health Science Reports (Hoboken, New Jersey: Wiley) 1 (8):  e53. doi:10.1002/hsr2.53. PMC 6266452. PMID 30623089.
7. ↑  Regina Rettenbach, Claudia Christ (2016), Psychotherapie-Prüfung: Kompaktkurs zur Vorbereitung auf die Approbationsprüfung nach dem Psychotherapeutengesetz mit Kommentar zum IMPP-Gegenstandskatalog, Schattauer Verlag, p. 31, ISBN 978-3-7945-3186-8
8. ↑  Uwe Tewes, Klaus Wildgrube (2016), Psychologie-Lexikon, Walter de Gruyter GmbH & Co KG, p. 436, ISBN 978-3-486-80174-3
9. 1 2    - Терещенко О. В. Лонгитюдное исследованиеTemplate:Недоступная ссылка // Социология: Энциклопедия / Сост. А. А. Грицанов, В. Л. Абушенко, Г. М. Евелькин, Г. Н. Соколова, О. В. Терещенко., 2003 г.
10. 1 2  Лонгитюдное исследованиеTemplate:Недоступная ссылка // Джери Д., Джери Дж. Большой толковый социологический словарь. В 2-х томах: Пер. с англ. Н. Н. Марчук. М.: Вече, АСТ, 1999.

  - Лонгитюдное исследованиеTemplate:Недоступная ссылка // Психология человека от рождения до смерти / Под общ. ред. А. А. Реана. — СПб.: ПРАЙМ-ЕВРОЗНАК, 2002. — 656 с. ISBN 5-93878-029-2